# Syndyas dapana
Syndyas dapana är en tvåvingeart som beskrevs av Frey 1938. Syndyas dapana ingår i släktet Syndyas och familjen puckeldansflugor. Inga underarter finns listade i Catalogue of Life.